# 虹伝説II LIVE AT BUDOKAN 過去へのタイムマシン
『虹伝説II LIVE AT BUDOKAN 過去へのタイムマシン』（にじでんせつツー ライヴ・アット・ブドウカン かこへのタイムマシン）は、日本のギタリストである高中正義が1997年12月10日にリリースした5枚目のライブ・アルバムである。

## 概要
1991年に発売された『ONE NIGHT GIG』以来約6年ぶりのライブ・アルバムで、ベスト・アルバム『SUPER TAKANAKA BEST』と同時発売された。
1997年9月5日に、オリジナルアルバム『虹伝説II THE WHITE GOBLIN』を引っさげて行われたライブの日本武道館公演の模様を収録したアルバムである。日本武道館公演の模様を収録したライブ・アルバムのリリースは、1980年に発表された『SUPER TAKANAKA LIVE!』以来2作目である。
アルバムタイトルに『虹伝説II』とあるが、このアルバムには『虹伝説II THE WHITE GOBLIN』からの楽曲は1曲も収録されていない。
参加ミュージシャンに、高中が出演していたフジテレビ系の音楽番組『LOVE LOVE あいしてる』のバックバンドであるLOVE LOVE ALL STARSのメンバーの吉田建、武部聡志、そうる透、CHARをはじめ、フライド・エッグのつのだ☆ひろと成毛滋、サディスティック・ミカ・バンドのミカ、ギタリストの鳥山雄司がセッションしている。
アルバムと同時に、ライブ・ビデオ『TOUR'97 虹伝説II ACT-I THE WHITE GOBLIN』と『TOUR'97 虹伝説II ACT-II 過去へのタイムマシン』が発売された。

## 批評
『CDジャーナル』は、「日本ロック史に残る名曲『タイムマシンにおねがい』のミカの歌声にじ〜ん。そして『PURPLE HAZE』でのフライドエッグ再結成に至っては涙ナミダの一時。それにしても、みんな若いワ。というか、若いころの曲を演ると若返るのね。タイトル通り、あの時代に帰ったのだった。」と批評した。

## 収録曲
| #         | タイトル                      | 作詞                                         | 作曲           | 時間  |
| --------- | ----------------------------- | -------------------------------------------- | -------------- | ----- |
| 1.        | 「GUITAR WONDER」             | Paul Keuzenkamp, John Helder and Hans Dulfer | 高中正義       | 5:43  |
| 2.        | 「渚・モデラート」            |                                              | 高中正義       | 6:03  |
| 3.        | 「DISCO “B”〜ALONE」          |                                              | 高中正義       | 6:43  |
| 4.        | 「OH! TENGO SUERTE」          |                                              | 高中正義       | 4:19  |
| 5.        | 「タイムマシンにおねがい」    | 松山猛                                       | 加藤和彦       | 4:37  |
| 6.        | 「CROSSROADS」                | Robert Johnson                               | Robert Johnson | 5:58  |
| 7.        | 「PURPLE HAZE」               | Jimi Hendrix                                 | Jimi Hendrix   | 9:56  |
| 8.        | 「READY TO FLY〜BLUE LAGOON」 |                                              | 高中正義       | 9:10  |
| 9.        | 「黒船」                      |                                              | 高中正義       | 3:37  |
| 合計時間: | 合計時間:                     | 合計時間:                                    | 合計時間:      | 56:06 |

## 楽曲解説

### A面
1. GUITAR WONDER
  - オリジナルは1996年に発売されたアルバム『Guitar Wonder』に収録されている。
2. 渚・モデラート
  - オリジナルは1985年に発売されたアルバム『TRAUMATIC 極東探偵団』に収録されている。
  - 今回のバージョンは、ボーカルレスとなっている。
3. DISCO “B”〜ALONE
  - 「DISCO “B”」は1978年に発売されたアルバム『BRASILIAN SKIES』に、「ALONE」は1981年に発売されたアルバム『alone』にそれぞれ収録されている。
4. OH! TENGO SUERTE
  - オリジナルは1976年に発売されたアルバム『SEYCHELLES』に収録されている。
5. タイムマシンにおねがい
  - オリジナルは1974年に発売されたサディスティック・ミカ・バンドのアルバム『黒船』に収録されている。
  - ゲストボーカルに、サディスティック・ミカ・バンドの初代ボーカルであるミカがセッションしている。
6. CROSSROADS
  - アメリカのブルースシンガーであるロバート・ジョンソンが1937年に発表した楽曲のカバー。
  - ゲストボーカルに、LOVE LOVE ALL STARSのメンバーであるCHARがセッションしている。
7. PURPLE HAZE
  - アメリカのギタリストであるジミ・ヘンドリックスが在籍していたバンドジミ・ヘンドリックス・エクスペリエンスが1967年に発表した楽曲のカバー。
  - 高中自身も、この楽曲をカバーしており、1995年に発売されたカバー・アルバム『COVERS』と1996年に発売されたシングル「KOREYA!」のカップリングにそれぞれ収録されている。
8. READY TO FLY〜BLUE LAGOON
  - 「READY TO FLY」1977年に発売されたアルバム『TAKANAKA』に、「BLUE LAGOON」は1979年に発売されたアルバム『JOLLY JIVE』にそれぞれ収録されている。
9. 黒船
  - オリジナルは1974年に発売されたサディスティック・ミカ・バンドのアルバム『黒船』に収録されている。
  - オリジナルの作曲のクレジットはサディスティックスなのに対し、このアルバムでは高中正義単独名義としてクレジットされている。

## 参加ミュージシャン
| GUITAR WONDER - Guitar：高中正義, 鳥山雄司 - Bass：吉田建 - Keyboard：武部聡志 - Drums：そうる透 渚・モデラート - Guitar：高中正義, 鳥山雄司 - Bass：吉田建 - Keyboard：武部聡志 - Drums：そうる透 DISCO “B”〜ALONE - Guitar：高中正義, 鳥山雄司 - Bass：吉田建 - Keyboard：武部聡志 - Drums：そうる透 - Percussion：GENTA OH! TENGO SUERTE - Guitar：高中正義, 鳥山雄司 - Bass：吉田建 - Keyboard：武部聡志 - Drums：そうる透 - Percussion：GENTA タイムマシンにおねがい - Vocal：MIKA - Guitar：高中正義, CHAR, 鳥山雄司 - Bass：吉田建 - Keyboard：武部聡志 - Drums：そうる透 - Percussion：GENTA | CROSSROADS - Guitar：高中正義, 鳥山雄司 - Guitar & Vocal：CHAR - Bass：吉田建 - Keyboard：武部聡志 - Drums：そうる透 - Percussion：GENTA PURPLE HAZE - Guitar：成毛滋 - Bass：高中正義 - Drums：つのだ☆ひろ READY TO FLY〜BLUE LAGOON - Guitar：高中正義, 鳥山雄司 - Bass：吉田建 - Keyboard：武部聡志 - Drums：そうる透 - Percussion：GENTA 黒船 - Guitar：高中正義, 鳥山雄司 - Bass：吉田建 - Keyboard：武部聡志 - Drums：そうる透 |